# Roberta Ferrero
Roberta Ferrero (Torino, 14 ottobre 1971) è una politica italiana.

## Biografia
Vive a Piossasco (Torino); ha conseguito la laurea in economia e commercio.

### Attività politica
Esponente della Lega Nord, è stata consigliere comunale di Piossasco dal 2004 al 2014.
Alle Elezioni europee del 2014 è candidata per la Lega Nord nel collegio nord-ovest, raccogliendo 7.221 preferenze e non venendo eletta.

#### Elezione a senatore
Alle elezioni politiche del 2018 viene eletta al Senato della Repubblica nel collegio uninominale di Torino-Collegno, sostenuta dal centro-destra (in quota Lega). Conclude il proprio mandato parlamentare nel 2022.

## Controversia
Tra il 12 e il 14 settembre 2021 Roberta Ferrero ha organizzato presso le aule del Senato il convegno “International Covid Summit - Esperienze di cura dal mondo” sull'argomento delle cure domiciliari per il COVID-19. Al convegno hanno partecipato esponenti novax, è stato sostenuto che il coronavirus sarebbe una malattia curabilissima e sono state proposte presunte terapie non basate su evidenza scientifica e non riconosciute dalle agenzie regolatorie. Il Piemonte è stata l'unica regione italiana a partecipare al convegno, nella persona dell'assessore alla sanità Icardi Luigi Genesio, laureato in Gestione ed Economia delle Pubbliche Amministrazioni. L'iniziativa ha ricevuto critiche da quotidiani di diverse tendenze 
 e da medici. Roberto Burioni ha affermato che sono state raccontate pericolosissime bugie e promosso l'utilizzo di farmaci che non solo sono inefficaci, ma anche molto dannosi. L'Anaao Assomed piemontese ha definito l'iniziativa svolta al Senato antiscientifica e offensiva per i sanitari e il CICAP ha dichiarato che si tratta di teorie opposte a quelle delle autorità sanitarie mondiali. La Ferrero ha ribattuto che si tratta di polemiche insensate, che il convegno ha visto gli interventi di medici di tutto il mondo e ha sottolineato la differenza fra prevenzione e cura, insistendo sul diritto alla libertà. Lo stesso Matteo Salvini ha preso le distanze dall'iniziativa di una singola parlamentare, mentre Vittorio Sgarbi ha preso le difese della senatrice lapidata come e peggio che in uno Stato totalitario.